# Faith (album av George Michael)
Faith är George Michaels debutalbum som soloartist, utgivet den 30 oktober 1987. Albumet har sålts i 25 miljoner exemplar.

## Låtlista
Alla låtar är skrivna av George Michael, om inget annat anges.
1. "Faith" – 3:16
2. "Father Figure" – 5:36
3. "I Want Your Sex (Parts I & II)" – 9:17
4. "One More Try" – 5:50
5. "Hard Day" – 4:48
6. "Hand to Mouth" – 4:36
7. "Look At Your Hands" (George Michael, David Austin) – 4:37
8. "Monkey" – 5:06
9. "Kissing a Fool" – 4:35

## Singlar
- "I Want Your Sex" (1 juni 1987)
- "Faith" (12 oktober 1987)
- "Hard Day" (30 oktober 1987; endast promo)
- "Father Figure" (2 januari 1988)
- "One More Try" (11 april 1988)
- "Monkey" (3 juli 1988)
- "Kissing a Fool" (21 november 1988)